# Leo Lewin
Leo Lewin (ur. 19 października 1881 we Wrocławiu, zm. 1965 w Anglii) – niemiecki kupiec żydowskiego pochodzenia, mieszkający we Wrocławiu, marszand, bibliofil, hodowca koni sportowych, właściciel pierwszej wrocławskiej kolekcji obrazów impresjonistów i ekspresjonistów. W okresie po I wojnie światowej Lewin uchodził za „najbogatszego kolekcjonera sztuki współczesnej” we Wrocławiu.

## Życiorys

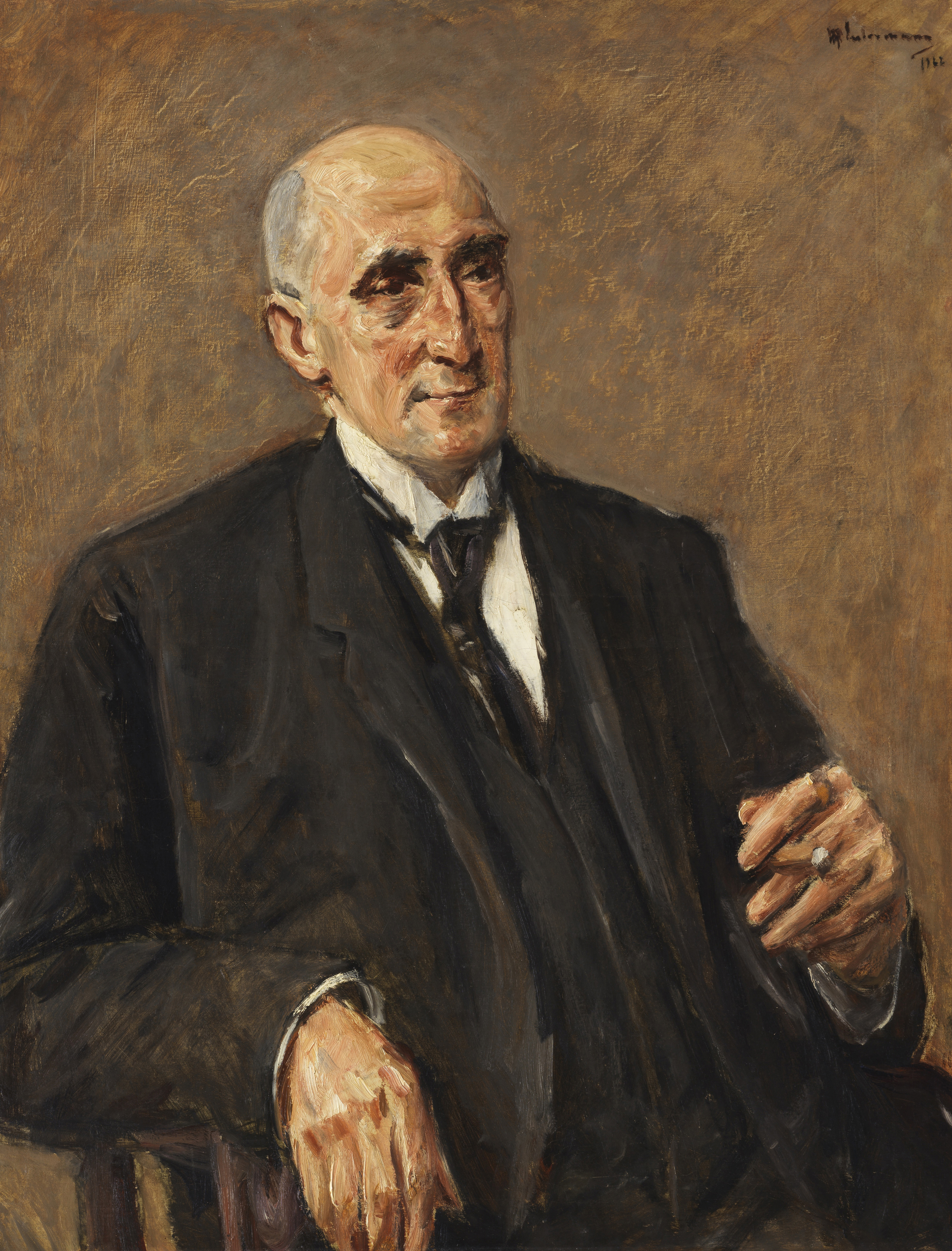
Portret Carla Lewina autorstwa Maxa Liebermanna

Był najstarszym z sześciorga dzieci Carla Lewina, producenta tekstyliów, od 1879 roku właściciela fabryki i sklepu „C. Lewin” przy Gartenstrasse 7 (obecnie ulica Piłsudskiego), w której produkowano futra i płaszcze, ubrania robocze i ochronne oraz końskie derki i pledy. Po śmierci Carla Lewina, Leo wraz z bratem Gabrielem dalej prowadził firmę; podczas I wojny światowej szył mundury dla żołnierzy niemieckich co przyniosło mu duże dochody. W 1917 roku ożenił się z Heleną Kosewską (1896–1976). W tym samym roku lub w 1921 roku zakupił willę przy ulicy Akazienallee 10 (obecnie ul. Akacjowa 12), będącą wcześniej domem konsula Fritza Ehrlicha. Dom zaprojektowany został w 1904 roku przez braci Richarda i Paula Ehrlichów. Po jego zakupie Lewin zlecił zmianę wystroju wnętrz architektowi Oskarowi Kaufmannowi, projektantowi kilku berlińskich teatrów. Wnętrza były urządzone z wielkim przepychem: na intarsjowanych masą perłową ścianach znajdowały się sceny przejścia wojny do pokoju. Był to prawdopodobnie wyraz patriotyzmu właściciela i chęć, choć w niewielkim stopniu, zmniejszenia poczucia winy za swój udział w wojnie. Do prac remontowych trwających cztery lata zatrudniony został m.in. Cesar Klein, twórca witraży, mozaik, intarsji i dekoracyjnych jedwabnych tapet jakie dekorowały posiadłość. W ogrodzie na tyłach domu, w 1920 roku, rzeźbiarz August Gual stworzył fontannę z łabędziem oraz małe figurki z cyklu „Mały park zwierzęcy” składający się z piętnastu figurek zwierzęcych; w 1931 roku sprzedanych do berlińskiej Galerii Narodowej za 12 500 marek. Prócz rzeźb Guala, Lewin posiadał prace Kolbego, Lehmbrucka i Barlacha. Willa Lewina stała się popularnym miejscem spotkań artystów, m.in. bywał tam Slevogt i Liebermann, oraz ludzi związanych ze sztuką i kulturą.
Leo Lewin był członkiem kilku stowarzyszeń m.in. Künstlerbund Schlesien (Związek Artystów Śląskich), czy Gesellschaft der Kunstferunde oraz inicjatorem powstania Muzeum Żydowskiego we Wrocławiu.
Późniejsze losy Lewina są opisywane różnie. Prawdopodobnie pod koniec lat 30. (wg jednego ze źródeł było to w 1938 roku, a wg  Agnieszki Tomaszewicz Lewin opuścił Wrocław dopiero w 1941 roku), Lewin wyemigrował do Anglii, zabierając pozostałą część swoich kolekcji dzieł sztuki i zbiorów bibliotecznych, gdzie zostały sukcesywnie wysprzedane. Zanim wyjechał, większość dobytku państwa Lewinów spakowała firma spedycyjna Knauer i przygotowała do wysyłki do Anglii. Cały majątek mieścił się w ośmiu kontenerach, które na granicy zostały siłą otworzone i przeszukane przez nazistów. Skradziono wówczas m.in. srebrne skrzynki firmy Helm & Graefe. Żona Leo, Helena dołączyła do niego w maju 1939 r. Według Małgorzaty Stolarskiej-Froni Lewin wraz z rodziną w 1938 roku wyemigrował nie do Anglii, lecz do Tel Awiwu, gdzie zmarł w 1940 roku.

## Działalność kolekcjonerska
W 1917 roku Leo Lewin zakupił czternaście dzieł Maksa Liebermanna oraz prace Maxa Slevogta; przez kolejne lata zgromadził kilkadziesiąt prac obu tych artystów, a oni sami namalowali dla niego kilka portretów członków jego rodziny. Dały one początek pierwszej i największej we Wrocławiu kolekcji dzieł impresjonistów, ekspresjonistów i kubistów, główne niemieckich i francuskich. Obrazy pochodziły od podupadłych finansowo kolekcjonerów, m.in. od kolekcjonera Adolfa Rothermundta (głównie prace malarzy europejskich) z Drezna czy kolekcjonerów rosyjskich. Lewin nabywał również dzieła po śmierci ich autorów np. obrazy Wilhelma Trübnera (cztery obrazy: portret kobiety siedzącej na fotelu z 1876, martwą naturę warzywną z 1880, studium psa Cezara, akt zieleni z 1899). Był aktywnym kolekcjonerem, od wczesnych lat współpracującym z marszandem Paulem Cassirerem z Berlina, gdzie nabył m.in. dwa pejzaże Muncha i kilka obrazów Liebermanna, z dyrektorem berlińskiej Starej Galerii Narodowej Hugonem von Tschudi czy z dyrektorem hamburskiej Kunsthalle Alfredem Lichtwarkiem.
W zbiorach Leo Lewina znajdowały się prace Lovisa Corintha (Portret dziewczyny z 1888, martwa natura Bukiet irysów, Widok jeziora Walchen), Adolpha Menzla (kilkadziesiąt rysunków, gwaszów i akwareli m.in. Procesja Bożego Ciała we wsi Hofgastein), Carla Spitzwega, Hansa Thomy, Wilhelma Trübnera, Carla Schucha, Carla Steffecka, Anselma Feuerbacha, Andersa Zorna oraz francuskich artystów: Gustave’a Courberta (Grand Pont), Claude’a Moneta (Młody byk na łące z 1881, Winnice pod śniegiem 1873), Paula Cezanne’a (Pejzaż z młynem), Camille’a Pissara (Brama do ogrodu), Honoré Daumiera, Adolphe’a Monticellego i Auguste’a Renoira (dwa portrety: głowa Gabrielli i głowa Jeanne Samary). W kolekcji Lewina znajdowały się ponadto obrazy Vincenta van Gogha (trzy płótna: obraz kwestionowanej autentyczności Martwa natura z chryzantemami, Ogród w Auvers, przedstawienie gipsowego odlewu rzeźby z 1887 roku), Pabla Picassa (Bukiet kwiatów w wazonie), dwa oryginalne rysunki Rembrandta (Scena w gospodzie, Scena ze Starego Testamentu), a także dzieła Ferdinanda Hodlera, Edvarda Muncha i Jozefa Israëlsa. W 1927 roku galeria Cassier & Helbing wydała katalog dzieł znajdujących się w jego kolekcji, pt. Sammlung Leo Lewin, Breslau: deutsche und französische Meister des XIX. Jahrhunderts; Gemälde, Plastik, Zeichnungen. Niektóre jego obrazy prezentowano na wystawach organizowanych przez Towarzystwo Przyjaciół Sztuki (Gesellschaft der Kunstfreunde).
Obrazy z kolekcji Lewina były wypożyczane na różne wystawy tematyczne: van Gogha w Berlinie (w 1914), Liebermanna (Berlin 1917, Zurych 1923, Hamburg 1929), Corintha (Berlin 1923) i Trübnera (Bazylea 1927).

Helen Lewin
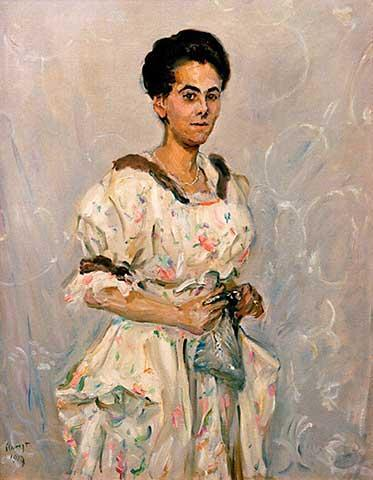
Portret Helen Lewin autorstwa Maxa Slevogta
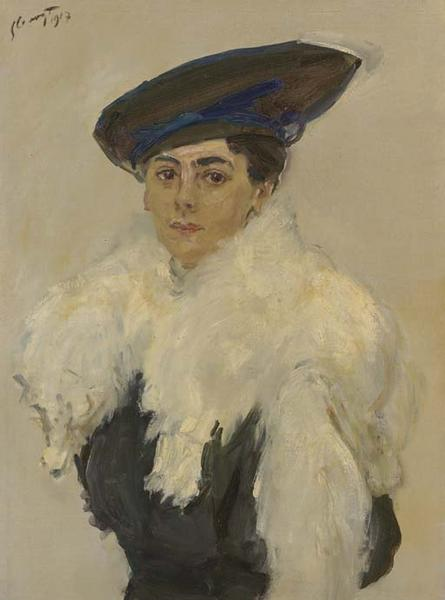
Portret Helen Lewin autorstwa Maxa Slevogta

W kwietniu 1927 roku, Lewin, prawdopodobnie z powodu kryzysu gospodarczego, sprzedał większą cześć swojej kolekcji za pośrednictwem domu aukcyjnego berlińskich marszandów Paula Cassirera i jego kuzyna Brunona oraz Hugona Helbinga. Wystawiono wówczas m.in.: osiem płócien, dwadzieścia siedem akwareli i jeden rysunek Maxa Slevogta, w tym trzy portrety żony Lewina, Heleny oraz prace Liebermanna – trzynaście płócien, w tym Autoportret przy sztaludze i Widok ogrodu w Wannsee, trzydzieści jeden prac na papierze (akwarele, pastele, rysunki ołówkiem i tuszem). Kolejne dzieła ze zbiorów Lewina były wyprzedawane do 1932 roku; w tym ostatnim Lewin wystawił na aukcji w berlińskim salonie Rudolpha Lepkego 42 prace Adolpha Menzla. Część jego kolekcji, głównie druki, została zakupiona przez żydowskiego kolekcjonera Maxa Perle, a inną część nabył wrocławski kolekcjoner Max Silberberg.
Prócz obrazów, Lewin posiadał bogatą kolekcję książek, m.in. specjalne wydanie zdobionego tomu z 1918 Juliusa Eliasa Liebermann w domu. Egzemplarz ten został wydrukowany specjalnie dla Leo Lewina, był oprawiony w zieloną skórę i posiadał osobisty nadruk. Wszystkie jego książki były opatrzone ekslibrisem zaprojektowanym przez Maxa Slevogta; dzięki ekslibrisowi były one rozpoznawalne w antykwariatach przez kolekcjonerów.

## Hodowla koni
Leo Lewin był pasjonatem koni; z ich hodowli uczynił główne źródło dochodowe. Po zakończeniu I wojny światowej wydzierżawił, założoną przez Georga von Bleichrödera w 1896 roku, stadninę Römerhof położoną w Erftstadt w rejencji Kolonii. Po kilku latach stworzył tam największą w Niemczech stadninę koni sportowych. W 1921 roku, w kolejnej stadninie wydzierżawionej od Otta von Goßlera, znajdującej się w małej wiosce Bindow koło Königs Wusterhausen, 30 km od Berlina, otworzył hodowlę kłusaków. Wiele z nich zdobyło prestiżową nagrodę Błękitnej Wstęgi. Od 1925 roku Lewin był organizatorem najważniejszych i największych w ówczesnych Niemczech aukcji koni.